# Hamamelidaceae
Hamamelidaceae is een botanische naam voor een familie van tweezaadlobbige planten, ook wel toverhazelaarfamilie genoemd. Een familie onder deze naam wordt universeel erkend door systemen voor plantentaxonomie, en ook door het APG-systeem (1998) en het APG II-systeem (2003).
Het gaat om een niet erg grote familie van bomen en struiken: de bekendste soort is de toverhazelaar (Hamamelis ×intermedia). Ook wordt de Amerikaanse toverhazelaar (Hamamelis virginiana) beschreven. Verder komen in Nederland in siertuinen nog voor de Japanse toverhazelaar (Hamamelis japonica) en de Chinese toverhazelaar (Hamamelis mollis).
In het Cronquist-systeem (1981) was de plaatsing in een orde Hamamelidales; dit is dezelfde plaatsing als in het Wettstein-systeem (1935).
Genera
(volgens de APWebsite)
- Chunia
- Corylopsis – Schijnhazelaar
- Dicoryphe
- Disanthus
- Distyliopsis
- Distylium
- Embolanthera
- Eustigma
- Exbucklandia
- Fortunearia
- Fothergilla
- Hamamelis – Toverhazelaar
- Loropetalum
- Maingaya
- Matudaea
- Molinadendron
- Mytilaria
- Neostrearia
- Noahdendron
- Ostrearia
- Parrotia
- Parrotiopsis
- Rhodoleia
- Sinowilsonia
- Sycopsis
- Tetrathyrium
- Trichocladus